# Esarcus letourneuxi
Esarcus letourneuxi är en skalbaggsart som beskrevs av Achille Raffray 1873. Esarcus letourneuxi ingår i släktet Esarcus och familjen vedsvampbaggar. Inga underarter finns listade i Catalogue of Life.